# Bernhard Asmuth
Bernhard Asmuth (* 24. Dezember 1934 in Hohenlimburg; † 15. August 2023 in Bochum) war ein deutscher Germanist und Hochschullehrer.

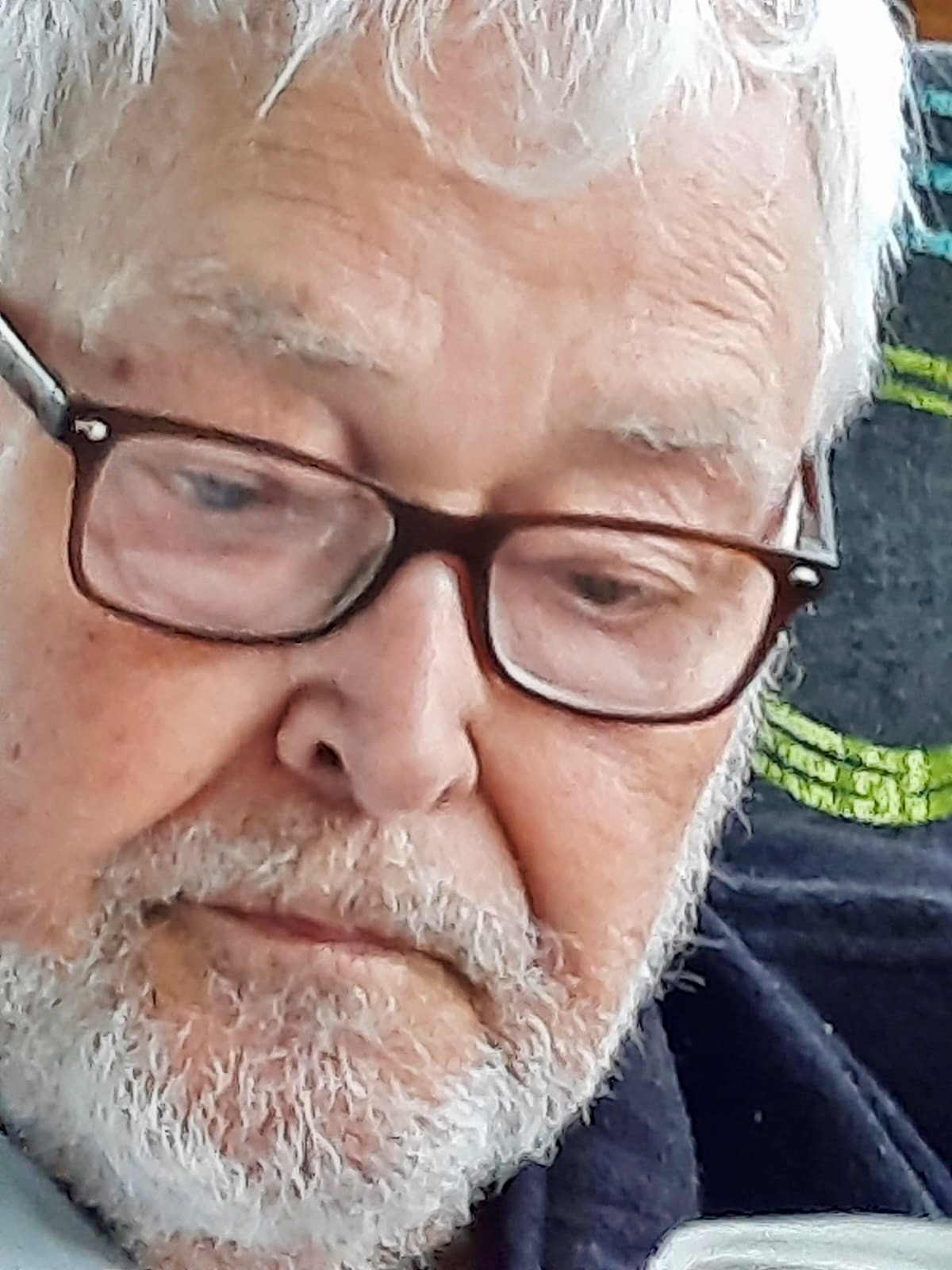
Bernhard Asmuth

## Leben
Asmuth studierte zunächst drei Jahre katholische Theologie in Paderborn und München, ab 1957 dann deutsche und lateinische Philologie in Münster. Nach kurzer Tätigkeit als Gymnasiallehrer unterrichtete er seit November 1965 Neugermanistik an der damals den Lehrbetrieb eröffnenden Ruhr-Universität Bochum. 1982 wurde er dort Professor. Vorher war er Akademischer Oberrat und seit 1977 Studienprofessor. 1997 trat er in den Ruhestand.

## Forschung
Schwerpunkte seiner Forschungstätigkeit waren Barockliteratur, Gattungspoetik und stilistische Leitbegriffe, speziell deren Neukonzeption seit dem 18. Jahrhundert. Ein weiteres Thema war die Geschichte des deutschen Schulaufsatzes samt dessen Entwicklung aus den Progymnasmata der antiken Rhetorik.
1969 promovierte Asmuth in Bochum mit einer von Klaus Günther Just angeregten und betreuten Dissertation über Lohenstein und Tacitus. Sie wurde von der Universität als jahresbeste der Fakultät für Philologie ausgezeichnet, von Jürgen von Stackelberg 1972 in der Arcadia als „ein Muster komparatistischer Literaturforschung“ begrüßt und gilt Robert Seidel im Jahre 2005 zufolge als „nach wie vor grundlegende Studie“, zumal sie sich nicht auf Lohensteins Tacitus-Aneignung beschränkt, sondern zu seinem Verschwörungsdrama Epicharis auch französische Zwischenquellen einbezieht, die als solche vorher kaum oder gar nicht bekannt waren.
Des Weiteren verfasste Asmuth Einführungen zu Lyrik, Stilistik und am stärksten beachtet zur Dramenanalyse. Für das Historische Wörterbuch der Rhetorik schrieb er 15 umfangreiche Forschungsartikel, zum Beispiel „Perspicuitas“. Hinzu kommen über 50 Beiträge in anderen Sammelwerken, zum Beispiel „Seit wann gilt die Metapher als Bild?“

## Publikationen (Auswahl)
- Lohenstein und Tacitus. Eine quellenkritische Interpretation der Nero-Tragödien und des „Arminius“-Romans, Dissertation, Metzler Verlag, 1971.
- Daniel Casper von Lohenstein, Metzler Verlag 1971.
- Aspekte der Lyrik. Mit einer Einführung in die Verslehre, 1. Aufl. 1972, 7. Aufl. 1984, VS Verlag für Sozialwissenschaften, ISBN 3-531-29276-5.
- Stilistik, zus. m. Luise Berg-Ehlers, 1. Aufl. 1974, 3. Aufl. 1978, VS Verlag für Sozialwissenschaften, ISBN 3-531-29275-7.
- Einführung in die Dramenanalyse, 1. Aufl. 1980, 8. Aufl. 2016, Metzler Verlag, ISBN 978-3-476-18188-6 (koreanisch 1986, italienisch 1996, ukrainisch 2014).